# Sebakwe coriacea
Sebakwe coriacea är en skalbaggsart som beskrevs av Louis Albert Péringuey 1904. Sebakwe coriacea ingår i släktet Sebakwe och familjen Melolonthidae. Inga underarter finns listade i Catalogue of Life.